# Valério Félix

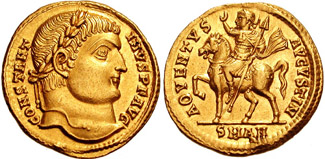
Soldo de Constantino r.

Valério Félix (em latim: Valerius Felix) foi um oficial romano do século IV.

## Vida
Félix tem sua carreira registrada em algumas inscrições sobreviventes. Em 325-326, exerceu ofício na África, talvez vigário. Segundo o que é possível inferir a partir das inscrições desse período, já era senador nessa altura e construiu hórreos. Entre 333-336, era prefeito pretoriano na África como algumas leis preservadas no Código de Teodósio indicam; uma das leis diz respeito aos curiais na África e outra a arquitetos da mesma província (nessa é chamado excelência (sublimitas tua), uma dignidade exclusiva dos ofícios mais altos do Império Romano).